# Nudie Jeans

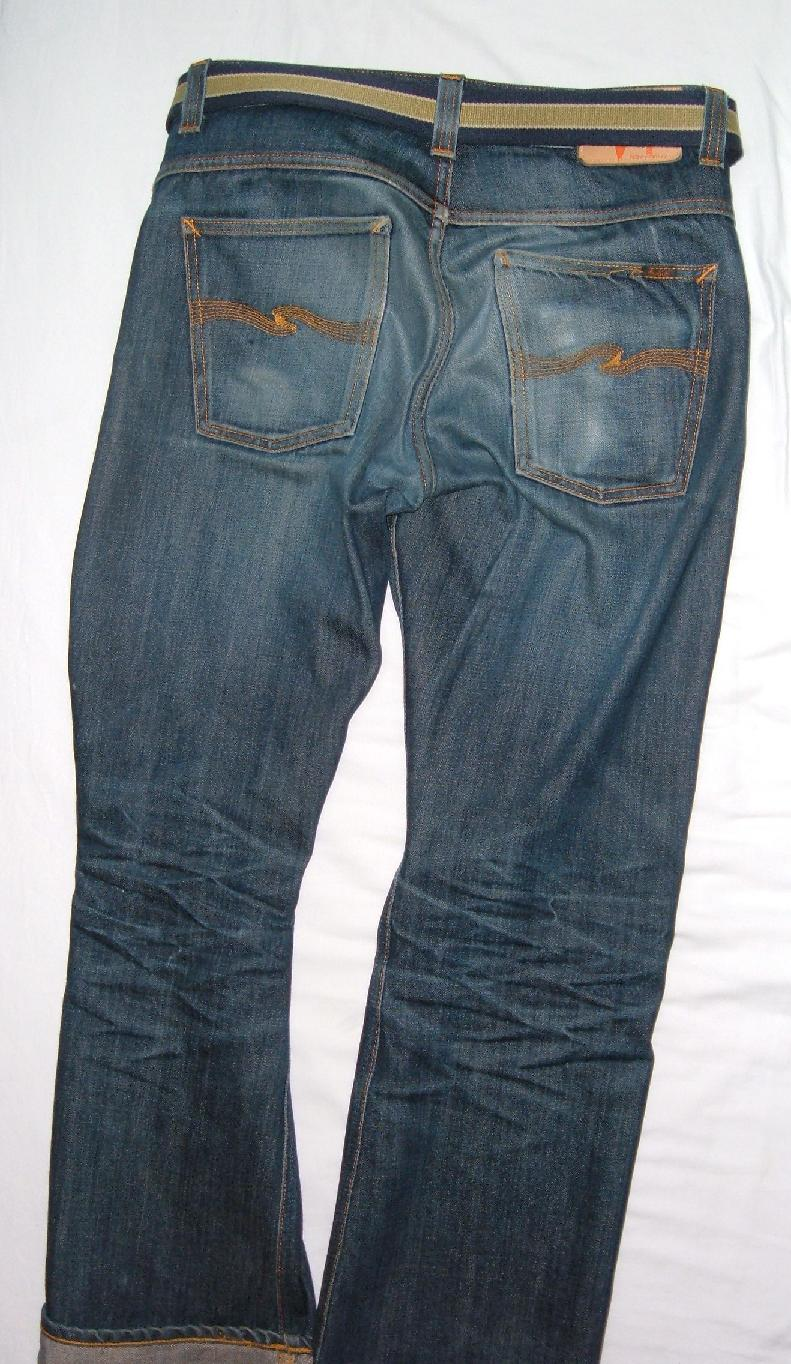
Gedragen Nudie Jeans

Nudie Jeans is een Zweeds kledingmerk, opgericht in 2001 door Maria Erixsson, een voormalig medewerkster bij Lee (jeans) Europe. Nudie Jeans is een dochterbedrijf van Svenska Jeans Holding.

## The Naked Truth
Maria Erixsson wilde zich niet laten leiden door actuele mode, maar haar eigen weg gaan die voor Denim liefhebbers een nieuwe weg zou zijn.
Hun broeken waren geïnspireerd door het principe van Raw Denim. Dat houdt in dat de broek gedoopt wordt in Indigo (het geven van de kleur aan een broek) en vervolgens niet wordt bewerkt, gewassen of geschuurd. Als de broek is gekocht wordt hij gedragen zonder te worden gewassen. Na lange tijd dragen is het tijd voor de was, waarna de draagplekken als het ware meer naar voren komen. 
Nudie Jeans staat tevens bekend om het feit dat ze proberen een zo duurzaam en eerlijk mogelijk product te leveren.

## Sister
Nudie Jeans heeft ook een zustermerk genaamd Denim Birds. Dit merk richt zich op de vrouw en het postuur. De stof is daarentegen wel dezelfde. Nudie Jeans is tegenwoordig ook bezig met een lijn voor vrouwen.

## Organic Denim
Nudie Jeans produceert sinds ongeveer 2006/2007 ook zogenaamde Organic Denim broeken.
Deze broeken worden op een andere manier gemaakt. Bij het produceren van deze broeken wordt gelet op de belasting van het milieu. Aangezien de "normale" manier van Jeans maken het milieu zeer belast, werd er gezocht naar een wat meer milieuvriendelijke productiewijze.
Er wordt onder andere gebruikgemaakt van al eerder gebruikte (of overgebleven) Indigo. Chemische stoffen worden zo veel mogelijk gemeden en de katoen komt van plantages waar men probeert minder pesticiden (o.a. insecticiden) te gebruiken.
Deze broek is alleen verkrijgbaar in een "Dry Denim" vorm en verschilt qua kleur een beetje ten opzichte van de "echte" indigokleur (de kleur is iets groener).